# 天野安喜子
天野 安喜子（あまの あきこ、1970年10月31日 - ）は、東京都江戸川区出身の柔道家、花火師で鍵屋15代目宗家。国際柔道連盟審判員の資格を持つ。柔道七段を取得。全日本柔道連盟審判委員会副委員長および講道館評議員を務める。日本大学大学院芸術学研究科芸術専攻博士後期課程修了。博士（芸術学）。

## 選手として
柔道は小学校1年の時に父親が自宅に富道館天野道場を開設したことがきっかけで、姉と共に始めた。その後、共立女子中学に進むが、｢お嬢様学校｣と言われるだけあって柔道とは全く関わりあいのない学校だったために、大会に出場できるように名前だけの柔道部を設置してもらった。この頃は講道館でもよく稽古を行った。また、父親がプレハブ小屋にウェイトトレーニング場を設置したこともあって、そこでよくウェイトトレーニングを積んでいた。さらに、妹が自転車で伴走する走り込みにも熱心に取り組んだ。中学3年の5月には強化選手選考会48kg級で3位に入ったことで強化指定選手となり、当時女子ヘッドコーチだった柳沢久の指導も受けることになった。
共立女子高校1年の7月に東京都代表で出場した団体戦の全日本女子柔道大会では決勝まで勝ち上がり、茨城県代表で1階級上の52kg級世界チャンピオンである山口香と先鋒戦で対戦することになった。そこで山口対策として練習を積み重ねてきた相手得意の小内刈を外して背負投に入るという一連の動作が、開始僅か10秒でものの見事に決まって一本勝ちを収めた。本人はこの時素直に、「天野安喜子ってすごい」と思ったという。この一戦を制したことで勢い付いた東京都がその後の3試合も勝って優勝を飾った。国内の大会では連勝街道を突き進んでいた山口が日本選手に敗れたのは、第1回の体重別選手権で優勝して以来初めての事であった。なお今回の勝利によって、1つ年下でこの年の世界選手権で中学生ながら2位となる信州大付属松本中学3年の江崎史子や、同じ年で後に世界選手権52kg級で3位となる川越女子高校1年の鈴木若葉とともに、48kg級期待の若手として大いに注目を集めることになった。
9月の体重別選手権では準決勝で江崎に横四方固で敗れて3位だった。10月の強化選手選考会では決勝で日本電気の青木広恵に敗れて2位だった。12月には福岡国際に出場すると、準決勝で世界チャンピオンであるイギリスのカレン・ブリッグスに崩上四方固で敗れるも、3位決定戦で青木を判定で破り3位入賞を果たした。後に「早いんですけど、ここがピークでしたね」と述懐している。
翌年3月には全国高校選手権に出場するも、初戦で旭川南高校の長谷山真澄に判定で敗れた。優勝を期待されながら格下の高校生にあっけなく敗れたことで、今まで応援してきた周囲から掌を返すように「もう柔道やめなよ」「大会に出て恥ずかしくないのか」などと誹謗されることになり、社会の厳しさを知ることになった。さらには、高校生としてやるせない気持ちをどこにもぶつけられず、精神的な苦しみも味わうことになった。
2年の6月には全日本女子柔道大会に昨年同様に東京都代表で出場して、決勝まで勝ち上がり再び茨城県チームと対戦するが、今回は山口に体落で有効を取られて敗れた。しかし、その後東京都は2勝して今大会2連覇を飾った。9月の体重別選手権では階級を52kg級に上げて出場すると、準決勝で浜松西高校1年の溝口紀子に判定で敗れたが3位となった。10月の強化選手選考会では国際武道大学の池田光恵を破って優勝を飾った。12月の福岡国際では初戦で元世界チャンピオンであるオーストリアのエーディト・フロバットに敗れた。高校3年の10月には昨年に続いて体重別選手権で3位になった
1989年には日本大学に入学した。柔道部の女子部員は自分一人だけだったので、最初はもてはやされるのではないかと思っていたが、甘い考えであると悟った。練習相手は部の男子マネージャーだったという。家業が花火屋であり、父親の運営する道場も男子が多い男社会で育ってきたので小さい頃から男子の中に入っていくこと自体は抵抗がなかったものの、それでも体育会系の柔道部というものには何とも言い知れぬ異文化を感じたという。2年になると、後輩となる女子選手が数名入学してきたのできちんとした練習相手もできた。さらに強化選手選考会では56kg級で3位に入った。しかし、その後は大きな実績を上げることができず、大学を卒業すると引退することになった。

## 審判員として
引退後、都柔連（東京都柔道連盟）の役員も務めていた父親から、都柔連で女性審判員を育てる動きがあるから審判員の試験を受けてみたらどうかと持ちかけられた。天野家では父親の言葉が絶対だったために断れず試験を受けて、1995年に国内C級審判員となった。当初は「私は審判員なんだから、私の言うことをちゃんと聞きなさい」と偉そうな気持ちも抱いていたが、国内B級審判員になる頃には、「自分には何が足りないのかな」「技術的に足りないのは何だろう？」といった自省を試みる心境の変化が生じてきたという。その後、国内A級審判員を経て、全柔連の推薦で大陸連盟主催の大会で審判を務める資格を得ることが出来るIJFコンチネンタル審判員の試験を受けて合格した。さらに2001年にはアジア柔道連盟の推薦で、オリンピックや世界選手権など主要国際大会で審判を務めることが出来るIJFインターナショナル審判員の試験を受けてこちらも合格した。
その後、世界ジュニアや世界選手権で審判を務めるという段階を経て、2008年の北京オリンピックではIJFから日本女性初のオリンピック審判員に選出された。北京オリンピックでは男子100kg級決勝のナイダン・ツブシンバヤル対アスハト・ジトケエフ戦で主審、女子78kg級決勝の楊秀麗対ヤレニス・カスティージョ戦では副審を務めるなど70試合ほど裁くことになった。
なお、北京オリンピックにおける女子48kg級準決勝の谷亮子対アリナ・ドゥミトル戦では、互いに組み手を嫌って牽制し合うなどして指導2となり、膠着状態となった残り33秒でスペイン出身の主審が谷にだけ指導3を与えて、そのまま試合終了となって谷が敗れ、結果としてこれにより谷のオリンピック3連覇が途切れた。これに対して、全柔連強化委員長の吉村和郎や女子代表監督の日蔭暢年、女子代表コーチの園田隆二などからは、試合終盤になって谷にだけ指導3が与えられたことに疑問を呈する声が上がった。また、スポーツジャーナリストの二宮清純からは審判の判断は妥当だとする一方で、｢何も、残り約30秒になってとることはないじゃないか。“空気が読めない”とはこのことだ。｣との意見も出された。
この点に関して天野は次のような指摘を行った。｢あの指導は勇気ある正しい判断であり、あの場面における指導は決して間違いではなかった。国内の大会なら終盤は流してGSにしてしまう傾向もあるが、インターナショナル審判員の場合は、審判員としての技量をこのような場面でこそ見られているという意識が働くので、例え残り10秒であっても反則がより妥当とみなせる側にきっちりと反則を与える。それがインターナショナル審判員としてのプライドでもある。｣。
さらに、審判員は事前に審判理事のフアン・カルロス・バルコスからは罰則を厳しく取るように、同じく審判理事のヤン・スナイデルスからも両者に指導を与えるのではなく、よく見極めてなるべく一方に指導を与えるようにとの方針が出されていたという。加えて、今大会は従来のように審判団3名にジュリー2名のみならず審判理事2名も加わる形で審判を行い、多数の目により詳細に確認しようという思惑が働いた。審判員は試合が終わる度にジュリーから技術レベルに関する細かい指摘を受けるなど、厳重なチェック体制が敷かれたこともあり、今大会の判定は大体納得できるものであったとの認識も示した。
2017年4月、全日本選手権において女性審判を認めてこなかった全日本柔道連盟は、女性にも門戸を開くことを発表し、天野が審判員として出場することになった。天野は「とても光栄」とコメントしている。全日本選手権では決勝で副審を務めた。
2020年12月13日に講道館に於いて行われた「2020年東京オリンピック柔道男子66kg級代表選手決定戦」の阿部一二三 VS 丸山城志郎戦の主審を担当した。20分に及ぶGSを含めた24分もの長丁場となったこの一戦では、両者の熾烈を極めた激闘ぶりを身近で感じて反則負けとなる三つ目の指導は出せなかったと語った。
2021年に開催された東京オリンピックでは、日本人唯一の審判員を務めた。
2024年に開催されたパリオリンピックの柔道競技でも日本人唯一の審判員を務めた。このため、後述の花火師として担当している江戸川花火大会の開催時期がパリオリンピックと被ることから、同年は8月24日に変更して行われた。
IJF審判員ランキングは8.0レイティングポイントで8位（2020年10月現在）。

## 花火師として
創業350年以上を誇る宗家花火鍵屋14代目の3人娘の次女として生まれたこともあって、幼い頃から花火に慣れ親しんでいた。小学校2年の時には父親から花火の道に進みたいかと尋ねられると、早くも家業を継ぐと宣言した。父親も次女がおてんばでカラッとした性格だということもあり、3人の中で一番この仕事に向いていると思っていた。数年後に再び尋ねられると、同じ返答をした。この時に周囲から15代目は次女が継ぐことになるとの暗黙の了解ができたという。ただし18歳になるまでは法律によって火薬や花火に触れることが禁じられていたために、柔道の方に精力を注ぐこととなった。
18歳になった大学1年の夏に、本格的な花火修行のスタートを切った。大学2年の時には火薬類取扱保安責任者の資格を得た。また、積極的に父親や職人の仕事を手伝うなどしているうちに「花火のことはすべて分かった」と考えるようになり、父親にも色々と意見するようになった。「あのころは、怖いもの知らず。私の人生はバラ色で、地球は私のために回っている、って感じでしたね」と当時を振り返った。しかしながら、母親には「生意気を言うのなら、花火の仕事なんてやめなさい。別にアッコちゃんが跡を継がなくてもいいんだからね」と諭されたという。この発言に反発を感じたものの、実際の現場では自分がいなくても何ら問題なく機能していることを知った。そして時間の経過とともに、結局は花火について何も学んでいなかったことを理解するに至った。そのような経緯もあって、大学卒業後は実家と取引関係のない工場で修行を積む決意を固めた。火薬を直接扱うことの危険性を知る父親は反対したが、押し切った。
工場での修行では、花火製造の全てを学ぶとともに、職人としての厳しさやコミュニケーションの難しさなど、花火以外のあれこれに関しても多くを学ぶことになった。工場長からは「普通は5、6年がかりで覚える仕事を1年で覚えたな」と言われるほどの成長を遂げた。かくして火薬類製造保安責任者の免許も取得した。
修行を終えて鍵屋に戻ると、今度は15代目を継ぐための修行に入った。そうこうしているうちに、娘が人間的に大きく成長を遂げたと感じ取った父親は、1995年夏に千葉県の浦安で行われた約9000発の花火を打ち上げる大会の統括責任者に初めて任命した。大会は無事成功裏に終わり、「打ち上げが終わったあと、最後の点検で現場を回ったとき、涙が止まらなくなりました。きっとホッとしたんでしょうね」と、この時の模様を振り返った。また、花火の現場は数十年前まで女性が足を踏み入れることも許されていなかった世界であったことから、当初は職人があまり話を聞いてくれなかったものの、26～7歳になったあたりから職人との信頼関係も築けるようになってきたという。
2000年1月には女性として初めてとなる鍵屋15代目の当主を襲名した。「私は15代目当主になるために生まれた」というかねてからの思いが、ついに実現する運びとなった。毎年夏に開催される観客動員数日本一を誇る江戸川区花火大会では、100名ほどの職人を統率している。そこでは天野の合図によって約14000発の花火が打ち上げられる。15代目を継いでから、花火について改めて学びたいと考え、日本大学大学院芸術学研究科に入学。それまで花火は工学の一分野として位置づけられており、芸術学の分野で花火を研究するという例はなかった。2009年、論文「打ち揚げ花火の『印象』─実験的研究による考察─」で博士号を取得した。

## その他
2008年には両国柔整鍼灸専門学校を卒業して柔道整復師の資格を得た。2009年には日本大学大学院芸術学研究科で｢打ち上げ花火の『印象』　実験的研究による考察｣という博士論文により、博士号を取得した。2014年には女性として初めてとなる講道館の評議員にも選出された。
2022年にはフォーブスが選定するアジアで最も影響力のあるビジネスウーマン20人のうちの1人に選ばれた。2024年、花火師と柔道審判員との二刀流が評価されウーマン・オブ・ザ・イヤー2025大賞を受賞。

## 主な戦績
48kg級での戦績
- 1985年 - 強化選手選考会　3位
- 1986年 - 全日本女子柔道大会　優勝
- 1986年 - 体重別選手権　3位
- 1986年 - 強化選手選考会　2位
- 1986年 - 福岡国際　3位

52kg級での戦績
- 1987年 -　全日本女子柔道大会　優勝
- 1987年 - 体重別選手権　3位
- 1987年 - 強化選手選考会　優勝
- 1988年 -　体重別選手権　3位
- 1990年 -　強化選手選考会　3位(56kg級)

## 略歴
- 1970年10月31日 - 鍵屋14代目・天野修（花火師・柔道七段）の次女として誕生。
- 1986年 - 福岡国際女子柔道選手権大会で銅メダルを獲得。
- 1990年 - 火薬類取扱保安責任者の免許取得。
- 1994年 - 火薬類製造保安責任者の免許取得。
- 1995年 - 柔道選手としての現役を引退。
- 2000年 - 宗家花火鍵屋15代目を襲名。
- 2001年 - 国際柔道連盟インターナショナル審判員資格取得。
- 2007年 - 日本の女性ではじめて北京オリンピック柔道競技の審判員に選ばれる。
- 2008年 - 北京オリンピック柔道競技で、男子100kg級決勝などで主審を務める。
- 2009年 - 博士号取得。
- 2014年 - 女性柔道家として初となる講道館評議員に選任
- 2017年 - 全日本柔道選手権大会で初の女性審判員となる。